# Mataguži
Mataguži är en ort i Montenegro. Den ligger i den södra delen av landet. Mataguži ligger 16 meter över havet och antalet invånare är 1 132.
Terrängen runt Mataguži är platt åt sydväst, men åt nordost är den kuperad. Närmaste större samhälle är Podgorica, 13,1 km norr om Mataguži. I omgivningarna runt Mataguži förekommer i huvudsak jordbruksmark och blandskog.